# Столыпинский циркуляр
Столыпинский циркуляр (укр. Столипінський циркуляр) — письмо (циркуляр) председателя Совета министров и министра внутренних дел Российской империи Петра Столыпина к губернаторам, изданное 20 января 1910 года, предполагавшее закрытие «инородческих» обществ.

## История
Признаю учреждение подобных обществ, на основании п. 1 ст. 6 закона 4 марта 1906 г., недопустимым и считаю долгом указать Вашему Превосходительству, что при обсуждении ходатайств о регистрации каких бы то ни было инородческих обществ, в том числе украинских и еврейских, независимо от преследуемых ими целей, местному по делам об обществах присутствию надлежит в каждом отдельном случае подробно останавливаться на вопросе о том, не преследует ли такое общество вышеуказанных задач и в утвердительном случае неукоснительно отказывать в регистрации их уставов, на точном основании приведенных указаний Правительствующего Сената.

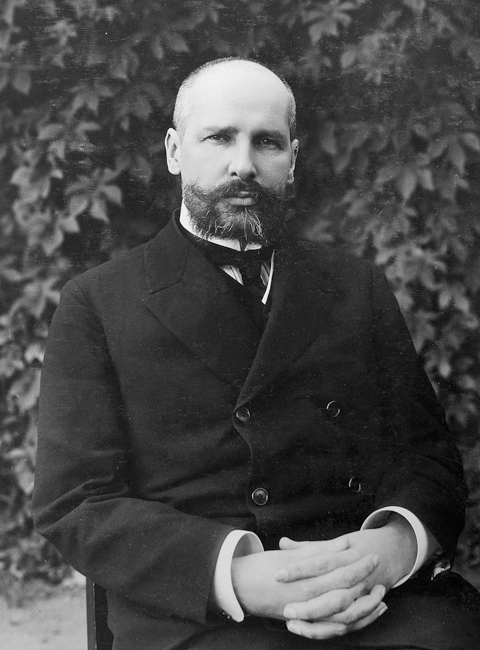
Пётр Столыпин

Предпосылкой к появлению документа стала записка «О польских и малорусских просветительных обществах», написанная в декабре 1909 года общественно-политическим деятелем Сергеем Щёголевым при участии Киевского клуба русских националистов. В январе 1910 года киевский губернатор Алексей Гирс лично отвёз записку в столицу Российской империи Санкт-Петербург.
Циркуляр предписывал губернаторам прекращать регистрацию «инородческих» обществ, образовывавшихся по принципу «национальных интересов». По мнению министра внутренних дел Российской империи Петра Столыпина такие общества представляли угрозу общественному спокойствию и безопасности. Документ также регулировал закрытие уже существующих обществ.
Под действие циркуляра попали не только украинские, еврейские, немецкие национально-культурные просветительские общества, но и религиозные объединения. Для реализации положений циркуляра, 12 февраля 1910 года киевский генерал-губернатор Фёдор Трепов обратился к Министерству внутренних дел Российской империи с просьбой закрытия трёх польских и четырёх украинских обществ. Тем не менее МВД не реализовало данное положение, передав его на губернский уровень. В мае 1910 года в Киеве было принято решение о закрытии «инородческих» обществ. В ответ на данный шаг, совет киевского общества «Просвита» принял решение не оспаривать закрытие и самораспуститься. Летом 1911 года на основании циркуляра были закрыты 120 отделений Еврейского литературного общества.
Данный указ стал первым в истории Российской империи документом, изданным высшим российским должностным лицом, признававшим факт отдельности украинцев от русских. Впоследствии Столыпин признал ошибочность причисления украинцев к «инородцам», поскольку это противоречило официальной концепции «триединого русского народа». Так, весной 1910 года Столыпин в разговоре с профессором Тимофем Локотем заявил: «Да, это была несомненная ошибка! Я не знаю, как этот термин попал в циркуляр! Во всяком случае, его употреблять по отношению к малороссам не следовало!».
По мнению украинского историка Ярослава Грицака, Столыпин, подписав данный указ, «совершил историческую услугу украинскому движению, признав то, чего так долго добивались украинские деятели — что украинцы являются чужеродными русским и составляют не один, а два разных народа».